# La Rivière sans fin
Pour l’article homonyme, voir The Endless River.
Pour plus de détails, voir Fiche technique et Distribution.
La Rivière sans fin (The Endless River) est un film franco-sud-africain réalisé par Oliver Hermanus.

## Synopsis
À Riviersonderend, un village sud-africain, Tiny, une jeune serveuse, accueille son mari après avoir purgé une peine de prison de quatre ans. Au début, leurs plans pour construire une nouvelle vie ensemble semblent être couronnés de succès. Mais quand la famille de Gilles, un Français est brutalement assassinée par trois hommes dans une ferme voisine, sa vie change. La jeune femme et le veuf se sentent attirés l'un par l'autre et forment un lien improbable, pris dans un cycle de violence, de douleur et de solitude.

## Fiche technique
- Titre original : The Endless River
- Réalisation : Oliver Hermanus
- Scénario : Oliver Hermanus
- Musique : Braam du Toit
- Sociétés de production : Swift Productions
- Pays d'origine :  France,  Afrique du Sud
- Budget :
- Langue originale :
- Format: couleur
- Genre : drame
- Durée : 180 minutes
- Dates de sortie :

## Distribution
- Nicolas Duvauchelle : Gilles
- Crystal Donna Roberts : Tiny Solomons
- Darren Kelfkens : Groenewald
- Carel Nel : Dannie Greyston
- Denise Newman : Mona

## Distinctions

### Récompense
- Journées cinématographiques de Carthage 2015 : Tanit d'argent

### Nominations et sélections
- Mostra de Venise 2015 : Sélection officielle